# Јасни
Јасни (рус. Я́сный) град је у Русији у Оренбуршкој области. Основан је 1961. Према попису становништва из 2010. у граду је живело 17.365 становника. Од 1962. Јасни је постао насеље градског типа, а 1979. има статус града.
Налази се 502 km југоисточно од Оренбурга и 24 km од државне границе с Казахстаном.

## Становништво
Према прелиминарним подацима са пописа, у граду је 2010. живело 17.365 становника, 1180 (6,79%) мање него 2002.
| 1970.  | 1979.  | 1989.  | 2002.  | 2010.  |
| ------ | ------ | ------ | ------ | ------ |
| 15.886 | 22.947 | 26.587 | 18.545 | 17.363 |